# Joël Bourgeois
Joël Denis Bourgeois (nascido em 25 de abril de 1971) é um ex-corredor de média e longa distância. Foi medalha de ouro nos 3000 metros com obstáculos nos Jogos Pan-Americanos de 1999.